# 阿斯特广场骚乱

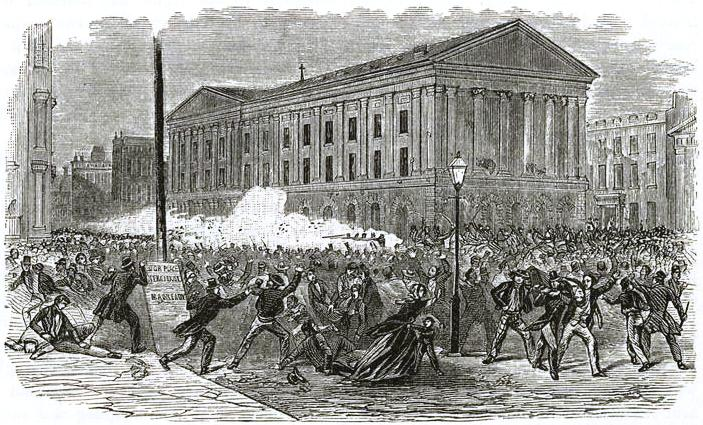
阿斯特广场骚乱

阿斯特广场骚乱是1849年5月10日，美國紐約曼哈顿一歌劇院發生的暴動 。當時有一位英國籍的莎士比亞戲劇演員和美國籍的莎士比亞戲劇演員互相瞧不起對方，而兩方各有支持者。事發當天英國籍的演員在劇院表演麥克白，而美國籍的演員支持者試圖衝入劇院阻撓英國籍演員表演麥克白，但是許多美國籍的演員支持者無法進入劇院，他們用石頭砸向劇院，並與警察發生衝突。為應對暴亂，美國當局出動民兵和警察鎮壓，據估計警方和民兵的鎮壓造成22至31人死亡，而包括平民、民兵和警察在內則有120多人受伤。警方和民兵殺死的平民人數創下了美國獨立戰爭以來的紀錄。此後美國當局進一步提高警察的军事化程度，例如允許警方使用更大、更重的警棍。